# ژنگ دونگمی
ژنگ دونگمی (انگلیسی: Zheng Dongmei؛ زادهٔ ۲۳ دسامبر ۱۹۶۷) بازیکن بسکتبال اهل چین است.